# Philip Eisenmenger
Philip Eisenmenger, född i Tyskland, död omkring 1655, var en orgelbyggare, bosatt i Södertälje. Han var även borgare i Rostock.

## Biografi
Eisenmenger flyttade till Sverige tillsammans med orgelbyggaren Georg Hermann (orgelbyggare) i början av 1600-talet. De arbetade båda med ombyggnaden av Tyska kyrkans orgel 1625 i Stockholm. Även vid byggnationen av orgeln i Storkyrkan 1632–1640.

## Orgelverk
- 1625 Tyska kyrkan, Stockholm (ombyggnation, tillsammans med Georg Hermann)
- 1632–1640 Storkyrkan, Stockholm (byggdes tillsammans med Georg Hermann, ryggpositivet står nu i Bälinge kyrka[särskiljning behövs])
- 1636–1640 Strängnäs domkyrka (ombyggnation)
- 1648 Klara kyrka, Stockholm. Utökade orgelverket.[1]